# 德谷站
德谷站（：／ Deokgok yeok */?）曾为韩国铁路水骊线上的一个车站，位于京畿道龙仁市器兴区灵德洞，已于1971年废止。

## 历史
- 1932年5月11日：开始使用。
- 1971年：停用本站[1]。